# Peer Steinbrück
Peer Steinbrück, né le 10 janvier 1947 à Hambourg, est un homme politique allemand, membre du Parti social-démocrate d'Allemagne (SPD).
Entre 1976 et 1986, il occupe diverses responsabilités administratives et politiques au sein de l'administration du gouvernement fédéral et du Bundestag, puis il devient directeur de cabinet de Johannes Rau, ministre-président de Rhénanie-du-Nord-Westphalie jusqu'en 1990.
Nommé ministre de l'Économie du Schleswig-Holstein en 1993, il exerce ces fonctions durant cinq ans, jusqu'à sa désignation en tant que ministre de l'Économie de Rhénanie-du-Nord-Westphalie. En 2000, il devient ministre des Finances du Land, puis est investi, en 2002, ministre-président.
Il est défait par les chrétiens-démocrates aux élections régionales de mai 2005, une première depuis quarante ans, entraînant la tenue d'élections fédérales anticipées, à la suite desquelles il est nommé ministre fédéral des Finances dans le cadre d'une grande coalition. Remplacé en 2009, du fait de la formation d'une alliance de centre-droit, il est candidat à la chancellerie pour les élections fédérales de 2013, auxquelles il échoue.

## Biographie

### Formation et parcours dans l'administration
Après le passage de son Abitur en 1968, il effectue son service militaire obligatoire de deux ans dans la Bundeswehr. En 1970, il entre à l'université Christian Albrecht de Kiel, où il étudie, pendant quatre ans, les sciences économiques et sociales.
En 1974, il est recruté par le ministère fédéral de l'Aménagement du territoire, où il travaille sur l'aménagement du territoire et la planification régionale. Il passe au ministère fédéral de la Recherche deux ans plus tard et intègre le groupe de planification.
Devenu secrétaire particulier du ministre, Hans Matthöfer, en 1977, il est reconduit par son successeur, Volker Hauff, l'année suivante, mais quitte le ministère en juin 1978. Il rejoint en effet la chancellerie fédérale et entre à l'unité de liaison avec le ministère fédéral de la Recherche, avant d'être envoyé au département de l'Économie de la représentation de l'Allemagne de l'Ouest à Berlin-Est.
Il quitte ces responsabilités en février 1981, puis retrouve ses fonctions de secrétaire particulier du ministre fédéral de la Recherche, désormais Andreas von Bülow.

### Du Bundestag à l'administration régionale
Après les élections fédérales anticipées du 6 mars 1983, le Parti social-démocrate d'Allemagne, dont il est adhérent depuis 1969, retourne dans l'opposition. Il est alors recruté par le groupe parlementaire, au mois d'octobre suivant, pour occuper le poste de secrétaire de coordination du groupe de travail sur la protection de l'environnement.
Il démissionne en septembre 1985 et devient, un mois plus tard, conseiller économique du ministère de l'Environnement du Land de Rhénanie-du-Nord-Westphalie. Au mois de novembre 1986, le ministre-président social-démocrate, Johannes Rau, le choisit comme directeur de cabinet, une fonction qu'il conserve jusqu'en mai 1990.

### Ministre dans le Land de Schleswig-Holstein
Au mois de juin 1990, il est nommé secrétaire d'État au ministère de la Nature, de l'Environnement et du Développement régional du Land de Schleswig-Holstein. Il passe, en mai 1992, au ministère de l'Économie, des Transports et de la Technologie. Le 19 mai 1993, la nouvelle ministre-présidente Heide Simonis le nomme à la tête du ministère. Il est reconduit trois ans plus tard, à la suite des élections régionales du 24 mars 1996, dans le cadre d'une alliance avec les Verts.

### Ministre dans le Land de Rhénanie-du-Nord-Westphalie
Il quitte Kiel pour Bonn le 28 octobre 1998, lorsque le nouveau ministre-président de Rhénanie-du-Nord-Westphalie, Wolfgang Clement, le désigne comme ministre de l'Économie, des Petites et moyennes entreprises, de la Technologie et des Transports en remplacement de Bodo Hombach, nommé à la direction de la chancellerie fédérale. Le 22 février 2000, il devient ministre des Finances. Élu député au Landtag le 14 mai suivant, il est ensuite maintenu dans ses fonctions.

### Ministre-président de Rhénanie-du-Nord-Westphalie
À la suite de la nomination de Clement au gouvernement fédéral, Peer Steinbrück est investi, le 12 novembre 2002, ministre-président de Rhénanie-du-Nord-Westphalie par le Landtag. Il reconduit alors la coalition majoritaire avec l'Alliance 90 / Les Verts.
Candidat à sa propre succession à l'occasion des élections régionales du 22 mai 2005, il conduit le SPD qui n'arrive que deuxième avec 37,1 %, contre 44,8 % à l'Union chrétienne-démocrate d'Allemagne (CDU) de Jürgen Rüttgers, une première depuis trente ans. Avec l'apport du Parti libéral-démocrate (FDP), le centre droit dispose de la majorité et rejette les sociaux-démocrates dans l'opposition, après trente-neuf années au pouvoir. Cette déroute conduit, d'ailleurs, le chancelier fédéral, Gerhard Schröder, à convoquer des élections fédérales anticipées.
Le 22 juin suivant, Rüttgers prend la direction du gouvernement régional.

### Ministre fédéral des Finances d'Angela Merkel
À l'issue des élections fédérales anticipées du 18 septembre 2005, la CDU/CSU arrive de justesse en tête mais ne peuvent gouverner avec le FDP, tandis que l'alliance entre le SPD et les écologistes ne dispose pas de la majorité. Finalement, chrétiens-démocrates et sociaux-démocrates s'accordent pour former une « grande coalition », dirigée par Angela Merkel, présidente de la CDU. Peer Steinbrück, élu vice-président fédéral du SPD au mois d'octobre, est choisi pour exercer, à compter du 22 novembre, les fonctions de ministre fédéral des Finances.
À ce poste, il fait l'objet de plusieurs controverses. Ainsi, suivant la déclaration de Franz Müntefering concernant les hedge funds, qualifiés de sauterelles, il tente, sans succès, imposer à toute l'Union européenne un code unique de régulation de ces fonds. De même, il appelle l'OCDE à mettre la Suisse sur la « liste noire » des paradis fiscaux. Il menace de « manier le bâton » contre les pays qui « encouragent » la fraude fiscale, manquant de causer un incident diplomatique. Enfin, il autorise les services secrets allemands  à verser cinq millions d'euros  à un informateur employé de la LGT Treuhand AG - Vaduz pour acheter des informations volées concernant des contribuables allemands. Cette transaction est un précédent en Europe.
Il est à l'origine de la « règle d'or », qui oblige les États européens à inscrire l'équilibre budgétaire dans leur Constitution.

### Passage dans l'opposition fédérale
Le 27 septembre 2009, il est élu député fédéral au Bundestag dans la circonscription no 105 (Mettmann-I) alors que les sociaux-démocrates connaissent une défaite historique avec seulement 23 % des voix. Au congrès fédéral du parti, en novembre, Peer Steinbrück décide de ne pas rester vice-président du parti.
Il devient alors membre de la commission parlementaire des Affaires de l'Union européenne.

### Candidat à la chancellerie
Il est proposé, le 28 septembre 2012, comme candidat à la chancellerie (Kanzlerkandidat) du Parti social-démocrate d'Allemagne pour les élections fédérales de 2013, par le président du parti, Sigmar Gabriel. Son objectif est d'arriver au pouvoir à l'aide d'une coalition avec Alliance 90 / Les Verts.
Il est officiellement investi lors d'un congrès fédéral extraordinaire à Hanovre, le 9 décembre suivant, par 93,45 % des suffrages. Dans son discours d'intronisation, il reconnaît que le pays est en bonne santé économique mais dénonce la précarité du monde du travail, les inégalités toujours croissantes, rappelant son soutien au mécanisme de « frein à la dette » et annonçant des augmentations d'impôt pour les plus aisés et la recréation d'un impôt sur la fortune. Cependant, il ne rejette pas les réformes de l'Agenda 2010 de Gerhard Schröder, mais fait savoir qu'il ne compte pas entrer dans une nouvelle grande coalition avec les chrétiens-démocrates d’Angela Merkel, bien que sa gestion de la crise en tant que ministre fédéral des finances entre 2005 et 2009 lui attire les sympathies d'une partie du centre droit.
Peer Steinbrück fait l'objet de nombreuses critiques par les médias pour ses revenus supplémentaires gagnés lors de ses fonctions politiques. En octobre 2012, le Tagesspiegel avance : « Peer Steinbrück a tenu plus de 80 discours depuis le début de la législature en 2009. Pour la quasi-totalité d'entre eux et dans chaque cas, ont été payés plus de 7 000 euros de frais. ». Ces critiques rebondissent en février 2013 avec la création d'un site internet soutenant sa candidature, pour lequel cinq généreux mécènes anonymes ont fourni au moins 100 000 euros, en désaccord avec son discours affiché de transparence à propos de ses revenus annexes. Il est également critiqué pour avoir déclaré que le salaire d'un chancelier n'étaient pas suffisants (16 600 euros par mois) et a été taxé de machisme après avoir affirmé que la popularité d'Angela Merkel était due à son « bonus femme ». Par ailleurs, il a provoqué un incident diplomatique en traitant les hommes politiques italiens Silvio Berlusconi et Beppe Grillo de « clowns », conduisant le président Giorgio Napolitano alors en visite en Allemagne à décommander le dîner prévu avec lui.
Mi-septembre, à une semaine des élections fédérales, il pose en couverture du magazine Süddeutsche Zeitung dans une attitude provocatrice, effectuant notamment un doigt d'honneur. Il s'agit pour lui d'une réponse à ceux qui l'accusent d'avoir mené une mauvaise campagne, au point d'avoir été surnommé « le problème » ou « Peer-lusconi ». Alors que la CDU est à 40 % dans les sondages et que le SPD est loin derrière, à 28 %, cette initiative est interprétée comme étant un « coup de poker » afin de faire bouger les lignes peu avant le scrutin, mais critiquée dans la classe politique, notamment par le FDP, qui dénonce « une pose interdite à un candidat à la chancellerie ».
Les élections fédérales de 2013 sont un succès pour le parti d'Angela Merkel, qui obtient 41,5 % des voix contre 25,7 % à son principal rival, le SPD. Même si la CDU/CSU n'obtient pas la majorité absolue de cinq sièges, elle est en position de force pour constituer le prochain gouvernement. Élu député, Peer Steinbrück déclare cependant ne plus vouloir désormais exercer de responsabilité de premier plan.